# Truentum
Truentum (łac. Truentinus, wł. Diocesi di Tronto) – stolica historycznej diecezji w Italii istniejącej w pierwszych wiekach. 
Starożytne miasto Martinsicuro znajduje się w dzisiejszej prowincji Teramo we Włoszech. Obecnie katolickie biskupstwo tytularne ustanowione w 1966 przez papieża Pawła VI.

## Biskupi tytularni
| Lp. | Biskup                       | Funkcja                             | Od              | Do               |
| --- | ---------------------------- | ----------------------------------- | --------------- | ---------------- |
| 1   | Michael Ryan Patrick Dempsey | biskup pomocniczy Chicago (USA)     | 2 maja 1968     | 8 stycznia 1974  |
| 2   | Francesco Colasuonno         | nuncjusz apostolski                 | 6 grudnia 1974  | 21 lutego 1998   |
| 3   | Mario Roberto Cassari        | nuncjusz apostolski                 | 3 sierpnia 1999 | 19 sierpnia 2017 |
| 4   | Michael Fisher               | biskup pomocniczy Waszyngtonu (USA) | 8 czerwca 2018  | 1 grudnia 2020   |
| 5   | Benoni Ambăruș               | biskup pomocniczy Rzymu (Włochy)    | 20 marca 2021   | 18 czerwca 2025  |